# Chloe and Theo
Chloe and Theo è un film indipendente del 2015, scritto e diretto da Ezna Sands. Tra gli attori Dakota Johnson e Mira Sorvino, insieme all'inuit Theo Ikummaq, nella parte di se stesso.
La pellicola è uscita negli Stati Uniti il 4 settembre 2015, con una distribuzione limitata, e quindi video on demand.

## Trama
Una ragazza senzatetto di New York fa amicizia con un uomo Inuit, Theo Ikummaq (interpretato da se stesso). Ikummaq è stato inviato a New York dai suoi anziani per convincere i leader delle Nazioni Unite che il cambiamento climatico è reale, prima che le loro case, letteralmente, si sciolgano.